# Richard Gardner
Richard Gardner (ur. 4 października 1938) – zimbabwejski strzelec, olimpijczyk.
Wystąpił na Letnich Igrzyskach Olimpijskich 1980, na których pojawił się w jednej konkurencji. Zajął 43. miejsce w skeecie (wśród 46 zawodników).

## Wyniki olimpijskie
| Igrzyska    | Konkurencja | Wynik       | Miejsce | Źródło |
| ----------- | ----------- | ----------- | ------- | ------ |
| Moskwa 1980 | Skeet       | 177 punktów | 43      | [ 2 ]  |